# 알파인 호른

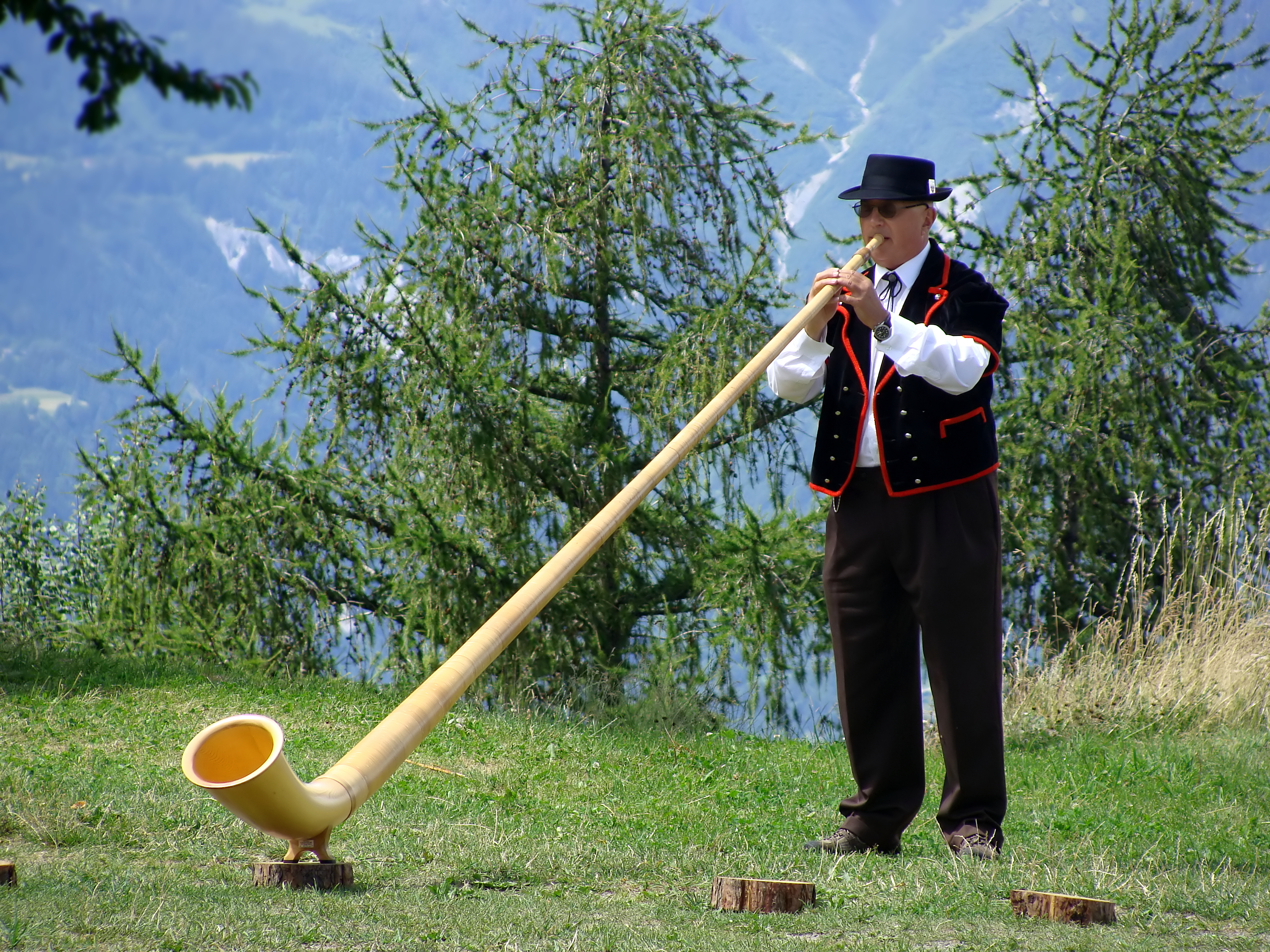

알파인 호른(alpine horn, Alphorn)은 단단한 목제로 컵 모양의 마우스피스와 나무껍질로 감은 긴 원추형의 관으로 되어 있고 전길이는 보통 약 2m의 것이 많다. 스위스나 독일의 알프스 지방에 전하는 호른이지만 이와 같은 것은 고대 바빌론이나 아시리아, 남아메리카, 셀레베즈, 히말라야의 자연민족을 비롯하여 유럽, 아시아 등 세계 각지에서 볼 수 있다. 소리구멍은 없으며 알프스 지방의 것은 제1-제5배음(아래에서부터 도, 솔, 도, 미, 솔)만이 발음된다. 주로 신호용으로 쓰나 이 5음만으로 란 데 바슈라 불리는 단순한 민요를 연주한다. 이 가락은 많은 예술음악에 채용되어 오케스트라의 악기로 연주된다. 이 곡을 사용하는 예시는 '아름다운 엠멘탈' 등의 다양한 스위스 곡들이 있다.

## 같이 보기
- 디저리두